# East Millinocket
East Millinocket és una població dels Estats Units a l'estat de Maine (EUA). Segons el cens del 2000 tenia 1.828 habitants.

## Demografia
Segons el cens del 2000, East Millinocket tenia 1.828 habitants, 780 habitatges, i 555 famílies. La densitat de població era de 99 habitants/km².
Dels 780 habitatges en un 29,2% hi vivien nens de menys de 18 anys, en un 58,6% hi vivien parelles casades, en un 9,4% dones solteres, i en un 28,8% no eren unitats familiars. En el 26,3% dels habitatges hi vivien persones soles el 13,8% de les quals corresponia a persones de 65 anys o més que vivien soles. El nombre mitjà de persones vivint en cada habitatge era de 2,34 i el nombre mitjà de persones que vivien en cada família era de 2,77.
Per edats la població es repartia de la següent manera: un 23,3% tenia menys de 18 anys, un 4,5% entre 18 i 24, un 25,6% entre 25 i 44, un 25,3% de 45 a 60 i un 21,3% 65 anys o més.
L'edat mediana era de 43 anys. Per cada 100 dones de 18 o més anys hi havia 89,7 homes.
La renda mediana per habitatge era de 33.542 $ i la renda mediana per família de 42.857 $. Els homes tenien una renda mediana de 46.645 $ mentre que les dones 23.500 $. La renda per capita de la població era de 19.343 $. Entorn de l'11,5% de les famílies i el 13,5% de la població estaven per davall del llindar de pobresa.